# 페미 쿠티
페미 쿠티(영어: Femi Kuti, 1962년 6월 16일 ~ )로 알려진 올루펠라 올루페미 아니쿨라포 쿠티(영어: Olufela Olufemi Anikulapo Kuti)는 런던에서 태어나 라고스에서 자란 나이지리아의 음악가다. 그는 열렬한 펠라 쿠티의 장남이며 정치 운동가, 여성 인권 운동가, 전통적인 귀족 푼밀라요 랜섬쿠티의 손자다.
페미의 음악 경력은 아버지의 밴드인 이집트 80에서 연주를 시작하면서 시작되었다. 1986년 페미는 자신의 밴드인 포지티브 포스를 시작해 아버지의 거대한 유산과는 무관한 예술가로 자리매김하기 시작했다.

## 같이 보기
- 세웅 쿠티